# Arctornis diatreta
Arctornis diatreta är en fjärilsart som beskrevs av Lambertus Johannes Toxopeus 1948. Arctornis diatreta ingår i släktet Arctornis och familjen tofsspinnare. Inga underarter finns listade i Catalogue of Life.